# Virchows Archiv
Virchows Archiv, abgekürzt Virchows Arch., ist eine der ältesten noch heute erscheinenden medizinischen Fachzeitschriften. Den Schwerpunkt der Veröffentlichungen bilden Forschungsergebnisse zur Humanpathologie. Darüber hinaus werden Arbeiten aus der Grundlagenforschung zur Krankheitsmorphologie und Artikel zur Anwendung neuer pathologischer Methoden oder Techniken publiziert.
Seit 1999 erscheint die Zeitschrift als offizielles Organ der Europäischen Gesellschaft für Pathologie. Die Publikationssprache ist Englisch.

## Geschichte

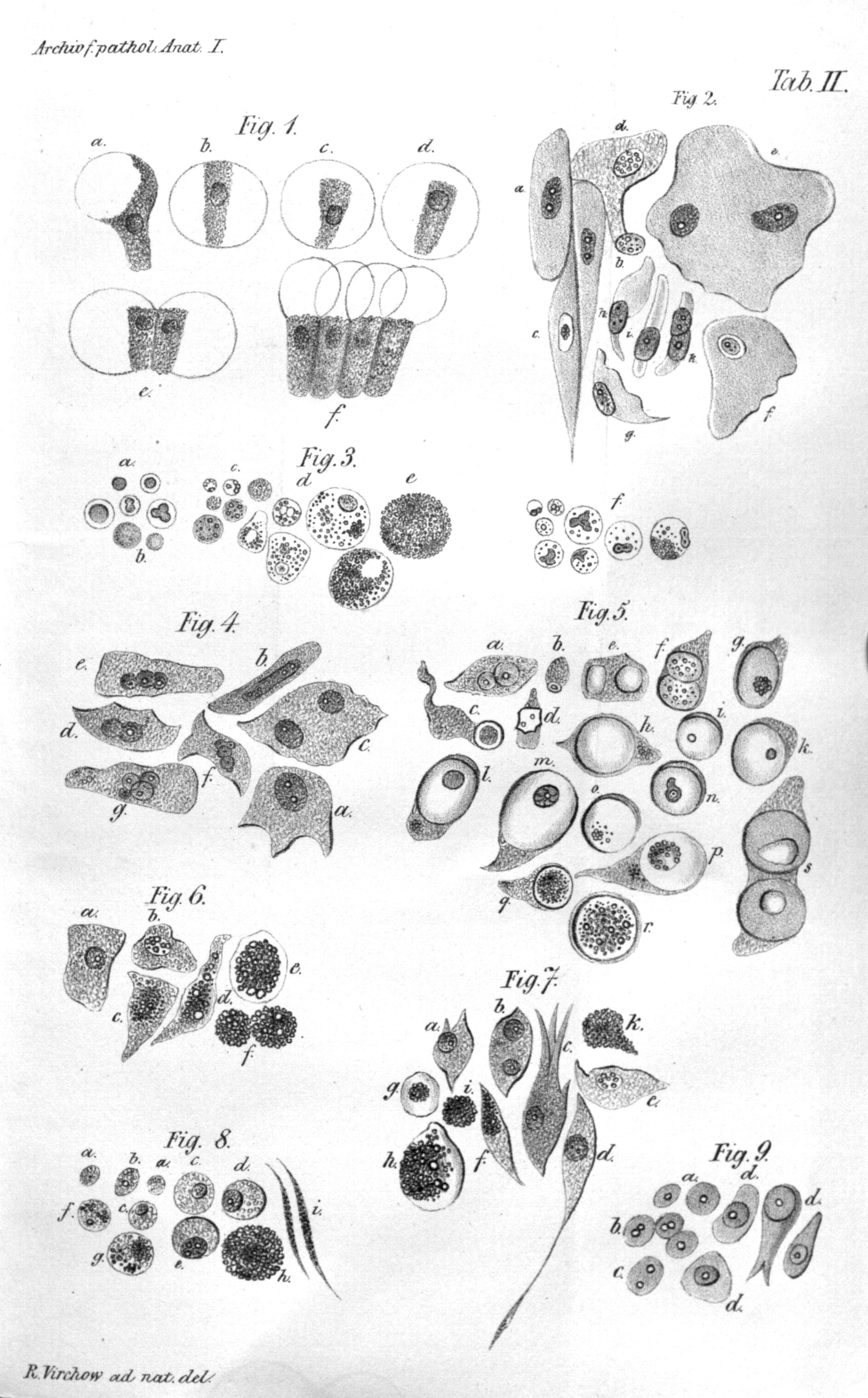
Illustration der Zelltheorie in der ersten Ausgabe des Archivs (1847)

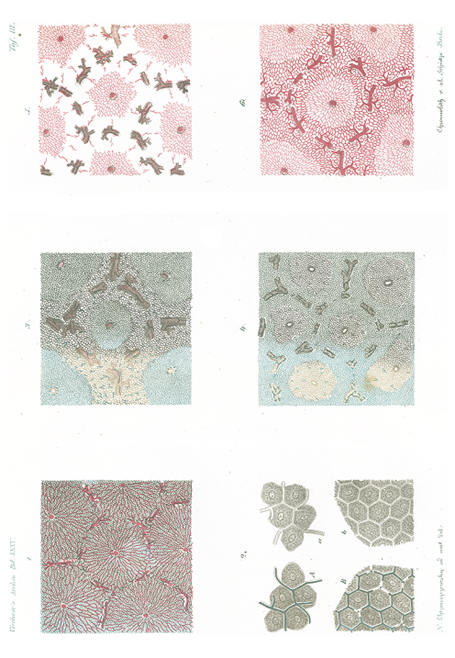
Nikanor Chrzonszczewskys Illustration des Alveolarepithels in Virchows Archiv (Januar 1866, Band 35)

Die Zeitschrift wurde 1847 von dem damals 26-jährigen Rudolf Virchow und seinem nur wenig älteren Freund Benno Reinhardt als Archiv für pathologische Anatomie und Physiologie und für klinische Medicin begründet. Die erste Ausgabe erschien im Oktober 1847 im Verlag Georg Reimer. Nach Reinhardts frühem Tod im Jahre 1852 blieb Virchow der alleinige Herausgeber bis zu seinem eigenen Tode. Nach Virchows Ableben wurde die Zeitschrift 1903 mit Band 171 offiziell in Virchows Archiv für pathologische Anatomie und Physiologie und für klinische Medizin umbenannt.
1920 ging die Zeitschrift von dem zwischenzeitlich zu de Gruyter gehörenden Verlag Georg Reimer auf Springer über. Hier erscheint das Archiv bis heute.
1968 wurde die Zeitschrift in eine »Abteilung A« und eine »Abteilung B« aufgeteilt: die Abteilung A führte bis 1973 die Zusatzbezeichnung »Pathologische Anatomie« und danach die Zusatzbezeichnung »Pathological anatomy and histopathology« während die aus der Frankfurter Zeitschrift für Pathologie hervorgegangene Abteilung B bis 1978 den Zusatz »Zellpathologie« trug. Später wurde der Zusatz in »Cell pathology including molecular pathology« abgeändert. Seit 1994 erscheinen beide Themenkreise wieder zusammen als Virchows Archiv. Ab den späten 1960er Jahren erschienen zunehmend Artikel in englischer Sprache.

### Herausgeber bis zur Teilung 1968
- Rudolf Virchow (1847–1902)
- Benno Reinhardt (1847–1852)
- Johannes Orth (1903–1920)
- Otto Lubarsch (1920–1933)
- Robert Rössle (1933–1956)
- Herwig Hamperl (1957–1968)
- Erwin Uehlinger (1957–1968)
- Wilhelm Doerr (1966–1968)

### Herausgeber der Abteilung A
- Wilhelm Doerr (1968–1986)
- Colin Leonard Berry (1984–1993)
- Gerhard Seifert (1986–1993)

### Herausgeber der Abteilung B
- Hans-Werner Altmann (1968–1986)
- Gunter F. Bahr (1979–1985)
- Werner H. Kirsten (1985–1992)
- Wolfgang Thoenes (1986–1992)
- Ulrich Pfeifer (1992–1993)

### Herausgeber nach Zusammenführung 1994
- Colin Leonard Berry (1994–2001)
- Heinz Höfler (seit 2001)

Der Impact Factor lag im Jahr 2021 bei 4,535. Nach der Statistik des ISI Web of Knowledge wird das Journal mit diesem Impact Factor in der Kategorie Pathologie an 21. Stelle von 77 Zeitschriften geführt.

## Ausgaben
- Archiv für pathologische Anatomie und Physiologie und für klinische Medicin. Band 1, 1847 (Scan in der Google-Buchsuche).
- Archiv für pathologische Anatomie und Physiologie und für klinische Medicin. 1847–1902 (Scans bei Archive.org, i. A.).
- Virchows Archiv für pathologische Anatomie und Physiologie und für klinische Medizin. (Scans bei Archive.org, i. A., Band 192 f., 1908).